# Ammocodon
- Commons
- Wikispecies

Ammocodon Standl.  é um género botânico pertencente à família Nyctaginaceae.

## Sinonímia
- Acleisanthes A. Gray

## Espécies
Apresenta uma única espécie:
- Ammocodon chenopodioides (A.Gray) Standl.